# Arachnoidella thalassae
Arachnoidella thalassae är en mossdjursart som först beskrevs av Jean-Loup d'Hondt 1979.  Arachnoidella thalassae ingår i släktet Arachnoidella och familjen Arachnidiidae. Inga underarter finns listade i Catalogue of Life.